# Saïda Maggé
Saïda Maggé (* 12. August 1987 in Nijmegen) ist eine niederländische Journalistin und Moderatorin. Unter anderen moderiert sie im öffentlich-rechtlichen Fernsehen das NOS Journaal.

## Karriere
Maggé wuchs in Nijmegen auf. Ihr leiblicher Vater, den sie nie kennen lernte, ist Marokkaner; ihr Stiefvater, dessen Namen sie trägt, ist ein von Timor stammender Indonesier. Als Kind wollte sie Tänzerin werden, wechselte aufgrund einer Kniebeeinträchtigung zu dem Berufswunsch Journalistik. Nach dem Besuch der Havo (das dort zu erreichende Zeugnis entspricht etwa der deutschen Fachhochschulreife) ging sie nach Utrecht, um dort die School voor Journalistiek zu durchlaufen. Sie absolvierte ein Praktikum bei dem Amsterdamer Lokalsender AT5 und dem NOS Jeugdjournaal und arbeitete anschließend als Freelancer bei AT5, BNN und RTV Utrecht. Schlussendlich arbeitete sie sieben Jahre für AT5. Als freie Mitarbeiterin war sie auch schon für die NOS tätig. Im Dezember 2017 ging Maggé zum NTR, wo sie durch Sendungen des NPO Radio 1 führte. Im Mai 2018 wurde Maggé Ersatzmoderatorin bei der Nachrichtensendung Nieuwsuur, wo sie im August 2018 beinahe täglich zu sehen war.
Seit November 2019 leitet sie durch das NOS Journaal.
Zwischen Februar 2020 und Januar 2021 war sie als Co-Moderatorin der Informationssendung Het Coronavirus: Feiten en fabels (… Fakten und Unwahrheiten) des NOS zu hören.